# Bansalan
Bansalan è una municipalità di seconda classe delle Filippine, situata nella Provincia di Davao del Sur, nella Regione del Davao.
Bansalan è formata da 25 baranggay:
- Alegre
- Alta Vista
- Anonang
- Bitaug
- Bonifacio
- Buenavista
- Darapuay
- Dolo
- Eman
- Kinuskusan
- Libertad
- Linawan
- Mabuhay

- Mabunga
- Managa
- Marber
- New Clarin (Miral)
- Poblacion
- Poblacion Dos
- Rizal
- Santo Niño
- Sibayan
- Tinongtongan
- Tubod
- Union